# Флаг Менделеевского района
Флаг муниципального образования «Менделе́евский муниципальный район» Республики Татарстан Российской Федерации — опознавательно-правовой знак, служащий официальным символом муниципального образования.
Флаг утверждён 5 марта 2007 года и 29 мая 2007 года внесён в Государственный геральдический регистр Российской Федерации с присвоением регистрационного номера 3189.

## Описание
«Флаг Менделеевского района представляет собой прямоугольное полотнище с соотношением ширины к длине 2:3, разделённое на две равные части — белую в виде двух расположенных в верхних углах полотнища и соприкасающихся углами одинаковых треугольников; и голубою в виде равнобедренного треугольника, основание которого с нижним краем полотнища. Каждый из белых участков полотнища несёт изображение красной лилии, голубой участок несёт белое с жёлтым изображение стремени на ремешке и подковы».
Данное описание флага было утверждено 29 мая 2007 года Геральдическим советом при Президенте Российской Федерации, но в решение Совета Менделеевского муниципального района от 5 марта 2007 года № 75 соответствующих изменений внесено не было. Официальное описание флага гласит:
«Флаг Менделеевского района представляет собой прямоугольное полотнище с соотношением ширины к длине 2:3, состоящее из двух равных бело-голубых вертикальных полотнищ, разделённых по диагонали: у древка белое слева, у свободного края белое справа, а голубые части соединены вместе. Каждый из белых участков полотнища несёт изображение красной лилии, голубой участок несёт белое с жёлтым изображение стремени на ремешке и подковы».

## Обоснование символики
Флаг разработан на основе герба района и языком символов и аллегорий отражает природные, экономические и исторические особенности Менделеевского района.
Голубая часть флага (треугольник) символизирует ведущую отрасль экономики района — химическую промышленность, а также аллегорически отражает движение вперёд, стремление к прогрессу.
Кроме этого, голубой цвет фигуры аллегорически указывает на большие водные, играющие важную роль в жизни района, расположенного на берегах Камского водохранилища.
Цветок лилии символизирует природные богатства района, красоту здешних мест.
Стремя и подкова заимствованы из фамильного герба рода Менделеевых. Этими элементами подчёркивается уважение к историческому прошлому района, в частности к наследию великого учёного — Дмитрия Ивановича Менделеева, который здесь работал и именем которого назван город Менделеевск.
Белый цвет — символ ясности, открытости, примирения, невинности.
Голубой цвет (лазурь) — символ возвышенных устремлений, чести, славы, преданности, бессмертия.
Красный цвет — символ мужества, силы и красоты, праздника.
Жёлтый цвет — символ урожая, богатства, стабильности, уважения и интеллекта.